# Semiothisa minuta
Semiothisa minuta là một loài bướm đêm trong họ Geometridae.